# Огоноченко Олександр Васильович
Олександр Васильович Огоно́ченко (11 жовтня 1920, Одеса — 9 квітня 1987, Одеса) — український радянський живописець; член Спілки радянських художників України з 1965 року.

## Біографія
Народився 11 жовтня 1920 року в місті Одесі (нині Україна). Брав участь у німецько-радянській війні. Нагороджений орденом Вітчизняної війни II ступеня (6 квітня 1985). 1948 року закінчив Одеське художнє училище, де навчався у Данила Крайнєва, Леоніда Мучника; 1954 року — Державний інститут мистецтв Естонської РСР (викладачі Ю. Пюттсеп, Йоганнес Вієрахансу, Ільмар Кімм).
З 1955 року працював у Тартуському відділенні Художнього фонду Естонської РСР; з 1957 року — на творчій роботі. Мешкав у Одесі в будинку на вулиці Хворостина, № 1,3, квартира № 28. Помер в Одесі 9 квітня 1987 року.

## Творчість
Працював у галузі станкового живопису у жанрах портрета, пейзажу, тематичної картини; представник так званого суворого стилю в радянському мистецтві. Серед робіт:
- серія пейзажів Естонії (1948–1955)
- «Хлопчик у шубі» (1955);
- «Весна» (1955);
- «Прибій» (1955);
- «Портрет дівчини» (1956);
- «Квіти» (1956);
- «У вільну хвилинку» (1961);
- «Ранок у порту» (1961);
- «Колгоспне стадо»  (1961);
- «Над Дніпром» (1964);
- «Дніпровські далі» (1964)
- «Морські рубежі» (1965).
- «В голубому просторі» (1966);
- «Футболісти» (1966);
- «На вогневу позицію» (1971).

Брав участь у республіканських виставках з 1961 року.